# Bezzia bilineata
Bezzia bilineata är en tvåvingeart som beskrevs av Wirth 1952. Bezzia bilineata ingår i släktet Bezzia och familjen svidknott. Inga underarter finns listade i Catalogue of Life.